# That Dam! Magazine
That Dam! Magazine is een onregelmatig verschijnend Nederlands muziektijdschrift over hoofdzakelijk Amsterdamse indierock-bands.
Het blad wordt uitgegeven door Bas Jacobs (Pfaff) en Bas Morsch (The Moi Non Plus).
Elke uitgave heeft een eigen thema.
Naast het blad geeft That Dam ook cd's en verzamel-cd's uit.

## Tijdschrift
- Issue 0 - This is not a music magazine
- Issue 1 - Square
- Issue 2 - There were rumors
- Issue 3 - I love (artikelen: Meindert Talma, Roald van Osten)
- Issue 4 - Nederland Muziekland (plus cd), uitverkocht
- Issue 5 - Cityhopping
- Issue 6 - Burning down the industry (plus cd) (artikelen: Van Katoen, Drillem)
- Issue 7 - Don't believe the hype (plus cd Sykosonics)
- Issue 8 - So utterly happy together (plus kerst-7)
- Issue 9,99 plus cd Evol-tribute, covers van het Sonic Youth album, i.s.m. Narrominded, met bijdragen van Lee Ranaldo
- Issue 10 - We suck big time (plus cd)
- Issue 11 - Music ≠ Art (plus cd)
- Issue 12 - About music, money and politics
- Issue 13- About questions and answers..., oktober 2006 (artikelen: Liars, Aux Raus)

## Cd's
- Pfaff - Bello ma forte...
- Dress - The Image Reduction Plan
- That Dam! CD#1
- That Dam! CD#1
- Sykosonics - Ultralite
- Tigers 7
- Pfaff - Berliner Blick
- St.Allones
- Dan Geesin
- Retro retry - Evol
- That Dam!#3
- Sykosonics - Hyper